# Sebt Jahjouh
Sebt Jahjouh (Arabisch: سبت جحجوح) is een dorp in Marokko. Het is de hoofdplaats van de landelijke gemeente Jahjouh in de provincie El Hajeb in de regio Meknès-Tafilalet. Het dorp ligt op ongeveer 30 km van Meknes, de hoofdstad van de regio. Bij de census van 1994 werden 3444 inwoners geteld, in 2004 was dit gestegen naar 3585.